# Дунху (станция метро)
«Дунху» (англ. Donghu; кит. 東湖) — станция линии Вэньху Тайбэйского метрополитена, открытая 4 июля 2009. Располагается между станциями «Парк программного обеспечения Наньган» и «Хучжоу». Находится на территории района Нэйху в Тайбэе.

## Техническая характеристика
Станция «Дунху» — эстакадная с боковыми платформами. Для перехода на противоположную платформу оборудован мостик над путями. На станции имеется три выхода. Из них два оснащены эскалаторами и лифтами для пожилых людей и инвалидов. На станции установлены платформенные раздвижные двери.